# Vertaizon
 Vertaizon  es una población y comuna francesa, situada en la región de Auvernia, departamento de Puy-de-Dôme, en el distrito de Clermont-Ferrand. Es el chef-lieu y mayor población del cantón de Vertaizon.

## Demografía
| 1701 | 1882 | 1979 | 2033 | 2156 | 2278 |
| Para los censos de 1962 a 1999 la población legal corresponde a la población sin duplicidades (Fuente: INSEE [Consultar]) |      |      |      |      |      |